# 橋本和則
橋本 和則（はしもと かずのり）は、日本のライター。IT関連を主とする。橋本情報戦略企画を主催。
代表作は「Windows 8完全制覇パーフェクト（翔泳社）」「Windows 8上級マニュアル（技術評論社）」「Windows 7上級マニュアル（技術評論社）」「Windowsでできる小さな会社のLAN構築・運用ガイド（翔泳社）」など。
マイクロソフトのMicrosoft MVP Windows Expert-IT Pro 部門受賞。
Microsoft MVPでありながら、あまりマイクロソフト寄りの記述をせず、Windows XP Professionalをサーバーとして運用する方法の解説や（「Windowsでできる小さな会社のLAN構築・運用ガイド」）、Windows ReadyBoostやシステムの復元などに冷ややかな解説を行う（MVP アワードプログラムのインタビューで、独創的なテクニック記述を心がけ、他の情報を参照しないと答えている）。
Win7JPの監修を行い、他のMicrosoft MVPが記述したWindows 7のカスタマイズ記事などを公開をしている。
Win7JPでは震災復興支援として『WindowsXPで作るスマート自宅サーバー』のPDFを無償公開している。

## 主な著書
- Windows 10 完全制覇パーフェクト 橋本 和則 さくしま たかえ (2015/9/17)
- Windows 8.1 完全制覇パーフェクト 橋本 和則 さくしま たかえ (2013/11/28)
- Windows8 上級マニュアル 上巻 橋本 和則 (2013/2/5)
- Windows 8 完全制覇パーフェクト 橋本 和則 さくしま たかえ (2012/12/1)
- ひと目でわかるWindows 8 操作・設定テクニック厳選200プラス! 橋本 和則 橋本　直美 (2012/10/25)
- 新iPadビジネス設定・活用術 ~iOS 5.1 & 全iPad対応~ 橋本 和則 (2012/5/24)
- 動画サーバー・マニアックス 地デジ・DVD・ネットの動画がいつでもどこでも視聴できる! メディアサーバー構築&活用ガイド 橋本 和則 (2012/5/22)
- Androidスマートフォンマスターブック ～OSの構造理解から、システム設定、セキュリティ対策まで～ 橋本 和則 (2012/2/9)
- iPhone 4S ビジネス設定・活用ガイド － iPhone 4S/4, iPod touch 4th対応 橋本 和則 (2011/12/1
- Windowsファイル操作＆管理 ビジテク Windows 7/Vista/XP対応 橋本 和則 (2011/8/31)
- 停電・震災に備えるPC管理術 データ/ネットワークを守る安心環境を構築せよ 橋本 和則 (2011/7/2)
- iPad 2 ビジネス設定＆活用術 － PC・クラウド連携で仕事を効率化 橋本 和則 (2011/6/9)
- Windows 7 上級マニュアル ServicePack対応版 橋本 和則 (2011/3/31)
- iPod touchビジネス活用術 ― クラウド＆PC連携でスマートに使いこなす 橋本 和則 (2011/3/3)
- Windows 7 上級マニュアル ネットワーク編 橋本 和則 (単行本 - 2010/10/16)
- ひと目でわかるWindows 7 - XP Mode & 仮想マシン活用テクニック 橋本 和則 野間 俊行 (単行本 - 2010/3/18)
- Windowsでできる小さな会社のLAN構築・運用ガイド 第2版 橋本 和則 (単行本 - 2010/3/10)
- XPユーザーのためのWindows 7乗り換えガイド 橋本 和則 (単行本 - 2009/12/3)
- Windows 7 上級マニュアル 橋本 和則 (単行本 - 2009/10/22)
- ひと目でわかるWindows 7 操作&設定テクニック厳選200! (マイクロソフト公式解説書) 橋本 和則 野間 俊行 (単行本 - 2009/10/21)
- Windows Vista最終完全マニュアル ~永久保存版 橋本 和則 (単行本 - 2009/6/26)
- バリバリチューン WindowsVista 倍速カスタマイズ<究極技163> 橋本 和則 (大型本 - 2008/12/26)
- パワフル活用 WindowsVista 剛腕テクニック<厳選技158> 橋本 和則 (大型本 - 2008/12/26)
- ふつうのWindowsでできる小さな会社のネットワークサーバー構築・管理ガイド Windows Vista & WindowsXP対応 (単行本 - 2008/10/4)
- マイクロソフト推奨 Windows Vistaトラブル解決 マイクロソフトMVP、橋本和則、野間俊行(大型本 - 2008/8/29)
- Windowsでできる小さな会社のシステム管理・運営ガイド (単行本 - 2008/5/8)
- PC仮想化テクニック 1台でVistaもXPもスッキリ使い分け (単行本 - 2007/12/11)
- Windows Vista 上級マニュアル (単行本 - 2007/10)
- Vista不要の最速Windows XP構築ガイド―Windows XPを高速&高機能カスタマイズ!! (LOCUS MOOK)  (大型本 - 2007/7)
- Windowsでできる小さな会社のLAN構築・運用ガイド (単行本 - 2007/2)
- 必ず観れる!インターネットの動画再生 橋本 和則 (単行本 - 2006/11)
- Windows&定番アプリ ショートカット早見表 橋本 和則 (単行本 - 2006/11)
- Windows XP x64 Edition 上級マニュアル 橋本 和則 (単行本 - 2006/7/29)
- Windows XP で作る スマート自宅サーバー 橋本 和則 (単行本 - 2005/12/2)
- Windows XP 上級マニュアル 橋本 和則 (単行本 - 2003/11)
- Windows XP再インストール完全バイブル 橋本 和則チームエムツー (単行本 - 2004/7/2)
- [SP2完全対応改訂版] Windows XP 上級マニュアル 橋本 和則 (単行本 - 2005/6/25)
- Windows XP インターネット+ネットワーク上級マニュアル―極める!ヘビーユーザーのスーパーテクニック満載! 橋本 和則 (単行本 - 2003/1)
- P2P ファイルの達人 橋本 和則 (単行本 - 2005/9/16)
- 甦れ!ベタついたWindows XP 橋本 和則 (単行本 - 2005/3)
- PowerPointマル勝プレゼンテーション術 橋本 和則 (単行本 - 2001/12)
- Windows XP 上級マニュアル 橋本 和則 (単行本 - 2002/6)
- Windows Me上級マニュアル―極めよう!Windows Millennium Edition実践テクニックガイド 橋本 和則 (単行本 - 2001/5)
- 低予算で手軽にできる パソコンでテレビを見よう!―手持ちのパソコンで始めよう!1万円!!でできるテレパソ計画 橋本 和則 (単行本 - 2004/7)
- WindowsXP+日本語入力 誰でも使える活用術 橋本 和則 (単行本 - 2004/11)
- パソコンで楽しむ動画の操作・活用自由自在 橋本 和則 (単行本 - 2004/5)
- かんたん図解 ノートパソコン―WindowsMe対応 橋本 和則 (単行本 - 2001/10)
- Windows98ではじめるパソコン―初めてパソコンに“さわる”人の本 橋本 和則 (単行本（ソフトカバー） - 1998/7)

橋本情報戦略企画WEBにて現行の著作物一覧あり。